# Antoine Fuqua
Antoine Fuqua (Pittsburgh, 1965. május 30. –) afroamerikai filmrendező és filmproducer.

## Élete
Fuqua 1983-ban végzett a Taylor Allderdice Középiskolában. Felesége Lela Rochon színésznő.

## Pályafutása
Karrierjét kliprendezőként kezdte, az ő munkája a Coolio Gangsta's Paradise című számához készült videó.
Első mozifilmje az 1998-as Gyilkosok gyilkosa volt Chow Yun-fat főszereplésével, ezt követte a Csali (2000) Jamie Foxxszal. Igazi sikert a 2001-es Kiképzés című filmdrámájával ért el. A filmben nyújtott alakításáért a főszereplő, Denzel Washington Oscar-díjat vehetett át.
Dolgozott még Bruce Willisszel és Clive Owennel is, utóbbival a Jerry Bruckheimer filmproducer kezei alatt készült Artúr király című történelmi filmben. 2007-ben az Orvlövész című filmet készítette Stephen Hunter regényéből Mark Wahlberg főszereplésével, majd a Brooklyn mélyén következett, számos ismert színész közreműködésével.

## Filmográfia

### Film
| Év   | Magyar cím                | Eredeti cím             | Feladatkör | Feladatkör |
| Év   | Magyar cím                | Eredeti cím             | Rendező    | Producer   |
| ---- | ------------------------- | ----------------------- | ---------- | ---------- |
| 1998 | Gyilkosok gyilkosa        | The Replacement Killers | Igen       | Nem        |
| 2000 | Csali                     | Bait                    | Igen       | Nem        |
| 2001 | Kiképzés                  | Training Day            | Igen       | Nem        |
| 2003 | A Nap könnyei             | Tears of the Sun        | Igen       | Nem        |
| 2004 | Artúr király              | King Arthur             | Igen       | Nem        |
| 2007 | Orvlövész                 | Shooter                 | Igen       | Nem        |
| 2009 | Brooklyn mélyén           | Brooklyn's Finest       | Igen       | Vezető     |
| 2013 | Támadás a Fehér Ház ellen | Olympus Has Fallen      | Igen       | Igen       |
| 2014 | A védelmező               | The Equalizer           | Igen       | Nem        |
| 2015 | Mélyütés                  | Southpaw                | Igen       | Igen       |
| 2016 | A hét mesterlövész        | The Magnificent Seven   | Igen       | Vezető     |
| 2018 | A védelmező 2.            | The Equalizer 2         | Igen       | Igen       |
| 2021 | Végtelen                  | Infinite                | Igen       | Igen       |
| 2021 | A bűnös                   | The Guilty              | Igen       | Igen       |
| 2022 | A gyilkos járat           | Bullet Train            | Nem        | Igen       |
| 2022 | Emancipáció               | Emancipation            | Igen       | Igen       |
| 2023 | A védelmező 3.            | The Equalizer 3         | Igen       | Igen       |
| 2024 | Rob Peace                 | Rob Peace               | Nem        | Igen       |
| 2025 | Michael                   | Michael                 | Igen       | Nem        |

### Televízió
| Év        | Magyar cím                  | Eredeti cím        | Feladatkör | Feladatkör      | Megjegyzések       |
| Év        | Magyar cím                  | Eredeti cím        | Rendező    | Vezető producer | Megjegyzések       |
| --------- | --------------------------- | ------------------ | ---------- | --------------- | ------------------ |
| 2016–2017 | Hajsza a gyémántok nyomában | Brill              | Igen       | Igen            | rendező (1 epizód) |
| 2016–2018 |                             | Shooter            | Nem        | Igen            |                    |
| 2017      |                             | Training Day       | Nem        | Igen            |                    |
| 2018–     | A Rezidens                  | The Resident       | Nem        | Igen            |                    |
| 2020      |                             | FreeRayshawn       | Nem        | Igen            |                    |
| 2021      | Kingstown polgármestere     | Mayor of Kingstown | Igen       | Igen            | rendező (1 epizód) |

## Fordítás
- Ez a szócikk részben vagy egészben  az   Antoine Fuqua című angol Wikipédia-szócikk fordításán alapul.  Az eredeti cikk szerkesztőit annak laptörténete sorolja fel. Ez a jelzés csupán a megfogalmazás eredetét és a szerzői jogokat jelzi, nem szolgál a cikkben szereplő információk forrásmegjelöléseként.